# François de Roubaix
François de Roubaix (3. dubna 1939 Neuilly-sur-Seine, Hauts-de-Seine – 22. listopadu 1975 Tenerife, Kanárské ostrovy) byl francouzský hudební skladatel, který vytvořil filmovou hudbu přibližně k sedmdesáti filmům a seriálům.

## Život a dílo
Narodil se v Neuilly-sur-Seine poblíž Paříže. Neměl žádné formální hudební vzdělání, nicméně se jako mladý začal věnovat jazzu, v patnácti letech vytvořil hudební skupinu a začal se jako samouk učit hře na pozoun. Jeho otec Paul de Roubaix, tvůrce dokumentárních filmů, mu jednou nabídl, aby vytvořil hudbu k jeho filmu.
Prvním filmem, ve kterém zazněla jeho hudba, byl krátkometrážní dokumentární snímek Thaumeatopoea, la vie des chenilles processionnaires du pin et de leur extermination controlée režiséra Roberta Enrica. Koncem šedesátých a začátkem sedmdesátých let spolupracoval s různými francouzskými režiséry, například s Jose Giovannim, Jean-Pierrem Melvillem, Jean-Pierrem Mockym nebo Yvesem Boissetem.
Ve své hudbě využíval folkových prvků, ale rovněž elektronických hudebních nástrojů jako například syntezátorů nebo prvních bicích automatů. U sebe doma v pařížské Rue de Courcelles měl své vlastní nahrávací studio, ve kterém s pomocí playbacku postupně nahrával jednotlivé hudební stopy a zdokonaloval své nahrávky, až dokud s nimi nebyl spokojen. Byl multiinstrumentalistou a hrál například na klavír a na kytaru.
Zemřel v roce 1975 při potapěčské nehodě na Kanárských ostrovech. Následující rok mu byl posmrtně udělen César za hudbu k filmu Stará puška, který byl současně posledním, ke kterému vytvořil filmovou hudbu. V roce 2007 byl o něm natočen televizní dokumentární film s názvem François de Roubaix l'aventurier.
Měl dvě děti, dceru Patriciu a syna Benjamina.

## Skladatelská filmografie (výběr)

### Celovečerní filmy
- 1966 : Les Grandes gueules (Les Grandes gueules), režie Robert Enrico
- 1967 : Dobrodruzi (Les Aventuriers), režie Robert Enrico
- 1967 : Samuraj (Le Samouraï), režie Jean-Pierre Melville
- 1968 : Ďábelsky Váš (Diaboliquement vôtre), režie Julien Duvivier
- 1968 : Dravec (Le Rapace), režie José Giovanni
- 1968 : Ho! (Ho!), režie Robert Enrico
- 1968 : Sbohem příteli (Adieu l'ami), režie Jean Herman
- 1968 : Tma přede mnou, tma za mnou (Tante Zita), režie Robert Enrico
- 1968 : Velké prádlo (La Grande lessive (!)), režie Jean-Pierre Mocky
- 1969 : Diamanty (Les Étrangers), režie Jean-Pierre Desagnat
- 1969 : Jeff (Jeff), režie Jean Herman
- 1970 : Novicky (Les Novices), režie Guy Casaril
- 1970 : Piti Piti Pa (L'Homme orchestre), režie Serge Korber
- 1970 : Poslední adresa (Dernier domicile connu), režie José Giovanni
- 1971 : Bez zpáteční jízdenky (Un aller simple), režie José Giovanni
- 1971 : Le Saut de l'ange (Le Saut de l'ange), režie Yves Boisset
- 1971 : Les Lèvres rouges (Les Lèvres rouges), režie Harry Kümel
- 1971 : Rumový bulvár (Boulevard du Rhum), režie Robert Enrico
- 1972 : Smůla (La Scoumoune), režie José Giovanni
- 1973 : R.A.S. (R.A.S.), režie Yves Boisset
- 1974 : Podezřelí (Les Suspects), režie Michel Wyn
- 1975 : Stará puška (Le vieux fusil), režie Robert Enrico
- 1975 : Velké prostředky (Les Grands moyens), režie Hubert Cornfield

### Televize
- 1967 : Les Chevaliers du ciel (Les Chevaliers du ciel), televizní seriál, režie François Villiers
- 1976 : Komisař Moulin (Commissaire Moulin), televizní seriál, víc režisérů

## Ocenění
- 1976: César za nejlepší hudbu k filmu za film Stará puška